# Clara Sofie
Clara Sofie Fabricius Rosenhoff (Gentofte, 16 marzo 1981) è una cantante danese.
È la cugina della cantante Nanna Øland Fabricius, meglio conosciuta come Oh Land.

## Biografia
Clara Sofie si è interessata alla musica cantando nel coro in chiesa. Ha frequentato l'Università di Copenaghen, dove si è laureata in Culture Moderne, e si è trasferita prima a Londra e poi a New York per intraprendere la sua carriera musicale. Il suo album di debutto, Jeg er din, è uscito nel 2007.
Clara Sofie ha raggiunto la notorietà in Danimarca nel 2010 grazie alle sue collaborazioni con il DJ house Rune RK. Il loro singolo Når tiden går baglæns ha trascorso sei settimane non consecutive in vetta alla classifica settimanale dei singoli più venduti in Danimarca, rimanendo nella top 40 per più di dieci mesi. Il brano, certificato doppio disco di platino per le oltre 60 000 copie vendute, è stato nominato ai Danish Music Awards nella categoria Hit danese dell'anno. Dalla collaborazione tra Clara Sofie e Rune RK è nato l'album Byen elsker dig, che ha raggiunto il tredicesimo posto nella classifica danese e ha prodotto un ulteriore successo, Lever for en anden, arrivato ventiquattresimo in classifica.
Nel 2012 Clara Sofie ha iniziato a lavorare ad un nuovo album e a pubblicare nuovi singoli, fra cui Brænd mig helst, che ha raggiunto la quarantesima posizione nella classifica danese. Ne è risultato l'EP Brænd mig helst, pubblicato lo stesso album e seguito, due anni dopo, dall'album Gemmen himlen. Understrøm, il quarto album di Clara Sofie, è uscito a settembre 2016.

## Discografia

### Album in studio
- 2007 – Jeg er din
- 2011 – Byen elsker dig (con Rune RK)
- 2014 – Gemmen himlen
- 2016 – Understrøm

### EP
- 2011 – Uden strøm
- 2012 – Overgiver mig aldrig

### Singoli
- 2010 – Det er forbi (con Rune RK)
- 2010 – Når tiden går baglæns (con Rune RK)
- 2011 – Lever for en anden (con Rune RK)
- 2011 – Fri
- 2012 – Husker du
- 2012 – Brænd mig helst
- 2013 – Gennem himlen
- 2014 – Tag mit hjerte
- 2016 – Løbe i vand
- 2016 – Før lyset slipper ind
- 2016 – Tørster under vand
- 2017 – Breathe (con Capa)
- 2018 – Lift Me Up